# Campeonato de Clubes de Oceanía 2006
El Campeonato de Clubes de Oceanía 2006 fue la quinta edición del máximo torneo continental de Oceanía y la última bajo dicha denominación y sistema, ya que a partir de 2007 comenzaría la Liga de Campeones. Tuvo lugar del 10 al 21 de mayo en Auckland, Nueva Zelanda, con la fase preliminar siendo disputada en Ba, Fiyi entre el 6 y el 10 de febrero.
Fue el primer torneo que no contó con participantes australianos, que hasta ese entonces habían ganado siempre la competición, ya que la Federación de Fútbol de dicho país abandonó la OFC para unirse a la Confederación Asiática a principios de 2006. Por ese motivo, el Sydney Football Club no pudo defender su título logrado la pasada edición. El Auckland City neozelandés obtendría su primer título al derrotar el la final por 3-1 al Pirae francopolinesio, por lo que clasificó a la Copa Mundial de Clubes de la FIFA 2006.

## Equipos participantes
| País                              | Equipo/s                          | Vía de clasificación                                                                                     |
| --------------------------------- | --------------------------------- | --- |
| Nueva Zelanda 2 cupos             | Auckland City YoungHeart Manawatu | Campeón del Campeonato de Nueva Zelanda 2005-06 2.º fase regular del Campeonato de Nueva Zelanda 2005-06 |
| Islas Salomón 1 cupo              | Marist Fire                       | Campeón de la S-League 2005-06                                                                           |
| Nueva Caledonia 1 cupo            | Magenta                           | Campeón de la Superliga de Nueva Caledonia 2005                                                          |
| Papúa Nueva Guinea 1 cupo         | Sobou                             | Campeón de la National League 2005                                                                       |
| Tahití 1 cupo                     | Pirae                             | |
| Vanuatu 1 cupo                    | Tafea                             | Campeón de la Primera División de Vanuatu 2005                                                           |
| Fiyi 1 cupo fase preliminar       | Nokia Eagles                      | Campeón del Torneo de Franquicias de Fiyi 2005                                                           |
| Islas Cook 1 cupo fase preliminar | Nikao Sokattack                   | Campeón de la Primera División de las Islas Cook 2005                                                    |
| Samoa 1 cupo fase preliminar      | Tuanaimato Breeze                 | Campeón de la Liga Nacional de Samoa 2005                                                                |
| Tonga 1 cupo fase preliminar      | Lotoha'apai                       | Campeón de la Primera División de Tonga 2005                                                             |

## Fase preliminar
| Equipo            | J | G | E | P | GF | GC | GD | Pts |
| ----------------- | - | - | - | - | -- | -- | -- | --- |
| Nokia Eagles      | 3 | 2 | 1 | 0 | 7  | 2  | 5  | 7   |
| Tuanaimato Breeze | 3 | 1 | 1 | 1 | 4  | 4  | 0  | 4   |
| Lotoha'apai       | 3 | 1 | 1 | 1 | 5  | 7  | −2 | 4   |
| Nikao Sokattack   | 3 | 0 | 1 | 2 | 2  | 5  | −3 | 1   |

| 6 de febrero de 2006 | Lotoha'apai | 1:5 (1:2) | Nokia Eagles                                             | Govind Park, Ba |  |
|                      | Vaihu 31'   |           | Tamanisau 17' · Nawatu 41' · Duguca 59' · Sabutu 81' 88' |                 |  |

| 6 de febrero de 2006 | Nikao Sokattack | 1:2 (1:0) | Tuanaimato Breeze | Govind Park, Ba |  |
|                      | Tisam 15'       |           | Fa'aiuaso 72' 77' |                 |  |

| 8 de febrero de 2006 | Nikao Sokattack | 1:3 (1:0) | Lotoha'apai                            | Govind Park, Ba |  |
|                      | Willis 10'      |           | Moala 54' · Makasini 61' · Uhatahi 67' |                 |  |

| 8 de febrero de 2006 | Nokia Eagles                 | 2:1 (0:1) | Tuanaimato Breeze | Govind Park, Ba |  |
|                      | Tamanisau 55' · Bolatoga 77' |           | Fa'aiuaso 27'     |                 |  |

| 10 de febrero de 2006 | Lotoha'apai | 1:1 (0:1) | Tuanaimato Breeze | Govind Park, Ba |  |
|                       | Uhatahi 85' |           | Esau 32'          |                 |  |

| 10 de febrero de 2006 | Nokia Eagles | 0:0 | Nikao Sokattack | Govind Park, Ba |  |

## Fase de grupos

### Grupo A
| Equipo        | J | G | E | P | GF | GC | GD  | Pts |
| ------------- | - | - | - | - | -- | -- | --- | --- |
| Auckland City | 3 | 3 | 0 | 0 | 11 | 1  | +10 | 9   |
| Pirae         | 3 | 2 | 0 | 1 | 17 | 2  | +15 | 6   |
| Marist Fire   | 3 | 1 | 0 | 2 | 9  | 14 | −5  | 3   |
| Sobou         | 3 | 0 | 0 | 3 | 1  | 21 | −20 | 0   |

| 10 de mayo de 2006 | Marist Fire | 1:10 (0:3) | Pirae                                                                                | Estadio North Harbour, Auckland |  |
|                    | Iniga 90+'  |            | Hmaé 21' (pen.) 53' 90' · Bennett 32' 48' 66' 69' · Fa'aiuaso 45' · Williams 67' 82' |                                 |  |

| 10 de mayo de 2006 | Auckland City                                                                           | 7:0 (2:0) | Sobou | Estadio North Harbour, Auckland |  |
|                    | Jordan 11' · Young 38' · Mulrooney 53' · G. Little 66' 76' · B. Little 69' · Hayne 90+' |           |       |                                 |  |

| 13 de mayo de 2006 | Auckland City                                  | 3:1 (2:0) | Marist Fire | Estadio North Harbour, Auckland |  |
|                    | Urlovic 14' · Young 31' · G. Little 84' (pen.) |           | Misiga 68'  |                                 |  |

| 14 de mayo de 2006 | Pirae                                                   | 7:0 (2:0) | Sobou | Estadio North Harbour, Auckland |  |
|                    | Williams 16' 54' 79' · Lenu 27' 64' · Fa'aiuaso 77' 90' |           |       |                                 |  |

| 16 de mayo de 2006 | Sobou     | 1:7 (1:4) | Marist Fire                                                                 | Estadio North Harbour, Auckland |  |
|                    | Wate 45+' |           | Samani 31' 37' (pen.) 43' · Iniga 45' · Wayne 54' · Wagiro 74' · Misiga 82' |                                 |  |

| 16 de mayo de 2006 | Pirae | 0:1 (0:0) | Auckland City | Estadio North Harbour, Auckland |  |
|                    |       |           | G. Little 85' |                                 |  |

### Grupo B
| Equipo              | J | G | E | P | GF | GC | GD | Pts |
| ------------------- | - | - | - | - | -- | -- | -- | --- |
| YoungHeart Manawatu | 3 | 1 | 2 | 0 | 8  | 5  | +3 | 5   |
| Nokia Eagles        | 3 | 1 | 1 | 1 | 6  | 3  | +3 | 4   |
| Tafea               | 3 | 1 | 1 | 1 | 4  | 7  | -3 | 4   |
| Magenta             | 3 | 1 | 0 | 2 | 1  | 4  | -3 | 3   |

| 11 de mayo de 2006 | Magenta | 0:1 (0:0) | Tafea     | Estadio North Harbour, Auckland |  |
|                    |         |           | Vava 90+' |                                 |  |

| 11 de mayo de 2006 | Nokia Eagles                   | 2:2 (1:1) | YoungHeart Manawatu     | Estadio North Harbour, Auckland |  |
|                    | Turuva 18' (pen.) · Namaqa 75' |           | Menapi 39' · Totori 54' |                                 |  |

| 13 de mayo de 2006 | Magenta | 0:3 (0:1) | YoungHeart Manawatu                  | Estadio North Harbour, Auckland |  |
|                    |         |           | Menapi 22' · Boyens 87' · Totori 54' |                                 |  |

| 14 de mayo de 2006 | Tafea | 0:4 (0:0) | Nokia Eagles                                  | Estadio North Harbour, Auckland |  |
|                    |       |           | Namaqa 57' · Vakatalesau 79' · Hassan 83' 90' |                                 |  |

| 16 de mayo de 2006 | Tafea                     | 3:3 (1:0) | YoungHeart Manawatu                    | Bill McKinlay Park, Auckland |  |
|                    | Nake 23' 49' · Mermer 47' |           | Menapi 58' · Robinson 72' · Totori 89' |                              |  |

| 16 de mayo de 2006 | Nokia Eagles | 0:1 (0:0) | Magenta   | Bill McKinlay Park, Auckland |  |
|                    |              |           | Kaqea 84' |                              |  |

## Fase final

### Semifinales
| 19 de mayo de 2006 | Auckland City                                                                                    | 9:1 (1:1) | Nokia Eagles | Estadio North Harbour, Auckland |  |
|                    | Skyes 37' · Seaman 52' · Jordan 55' · Young 61' 62' · Hayne 68' · Bunce 84' · G. Little 89' 90+' |           | Tiwa 17'     |                                 |  |

| 19 de mayo de 2006 | YoungHeart Manawatu | 1:2 (0:2) | Pirae                | Estadio North Harbour, Auckland |  |
|                    | Totori 61'          |           | Hmaé 1' · Bennett 8' |                                 |  |

### Tercer puesto
| 21 de mayo de 2006 | Nokia Eagles | 0:4 | YoungHeart Manawatu | Estadio North Harbour, Auckland |  |
|                    |              |     | Totori · Maemae     |                                 |  |

### Final
| 21 de mayo de 2006 | Auckland City             | 3:1 (2:0) | Pirae         | Estadio North Harbour, Auckland |  |
|                    | Jordan 23' 41' 63' (pen.) |           | Fa'aiuaso 84' |                                 |  |

| Nueva Zelanda                   |
| Campeón Auckland City 1º título |

## Estadísticas

### Goleadores
| Jugador         | Equipo              | Goles |
| --------------- | ------------------- | ----- |
| Benjamin Totori | YoungHeart Manawatu | 7     |
| Graham Little   | Auckland City       | 6     |
| Naea Bennett    | Pirae               | 5     |
| Keryn Jordan    | Auckland City       | 5     |
| Axel Williams   | Pirae               | 5     |

### Tabla acumulada
| Equipo | Equipo              | Pts | PJ | PG | PE | PP | GF | GC | Dif | Rend  |
| ------ | ------------------- | --- | -- | -- | -- | -- | -- | -- | --- | ----- |
| 1      | Auckland City       | 15  | 5  | 5  | 0  | 0  | 23 | 3  | 20  | 100%  |
| 2      | Pirae               | 9   | 5  | 3  | 0  | 2  | 18 | 6  | 12  | 60%   |
| 3      | YoungHeart Manawatu | 8   | 5  | 2  | 2  | 1  | 13 | 7  | 6   | 80%   |
| 4      | Nokia Eagles        | 6   | 5  | 2  | 0  | 3  | 7  | 16 | -9  | 40%   |
| 5      | Tafea               | 4   | 3  | 1  | 1  | 1  | 4  | 7  | -3  | 44,4% |
| 6      | Magenta             | 3   | 3  | 1  | 0  | 2  | 1  | 4  | -3  | 33,3% |
| 7      | Marist Fire         | 3   | 3  | 1  | 0  | 2  | 9  | 14 | -5  | 33,3% |
| 8      | Sobou               | 0   | 3  | 0  | 0  | 3  | 1  | 21 | -20 | 0%    |